# 何晓乐
何晓乐，中国场地赛车手，1982年在北京出生。他于2007年加入长安福特车队，获2007年全国汽车场地锦标赛、2009、2014、2016年中国房车锦标赛年度车手亚军。

## 比赛成绩

### 2012
- 中国房车锦标赛（ CTCC ） 超级量产车组 车手杯年度季军

### 2009
- 中国房车锦标赛（ CTCC ） 2000CC组年度亚军
- 亚洲雷诺方程式锦标赛冠军

### 2007
- 全国汽车场地锦标赛（CCC ）2000CC组年度车手亚军